# 화성역
화성역(華城驛)은 지금의 경기도 수원시 팔달구 인계동에 위치했던 수려선의 역이다. 영업 개시 당시엔 본수원역(本水原驛)으로 영업을 개시했다가, 1948년 수원 화성 옆에 있다 하여 화성역으로 개칭되었다. 현재의 2001아울렛 수원점 자리에 위치해 있다.

## 역사
- 1930년 12월 1일 : 수원-이천 간 개통과 함께 본수원역(本水原驛)으로 영업 개시 (보통역)[1]
- 1948년 1월 : 화성역(華城驛)으로 역명 변경[2]
- 1972년 4월 1일 : 수려선 폐선과 함께 폐지[3]